# Hans Bouwmeester (schaker)

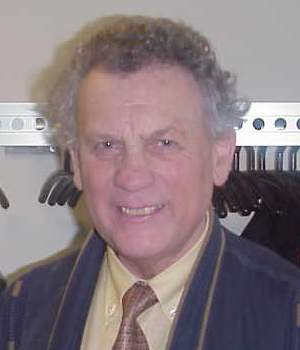
Hans Bouwmeester (2004)

Hans Bouwmeester (Haarlem, 16 september 1929) is een Nederlandse schaker.
Hans Bouwmeester is geboren in Haarlem, en was wiskundeleraar in Utrecht en Amsterdam. In 1954 verwierf hij de titel schaakmeester. In datzelfde jaar won Bouwmeester samen met Vasja Pirc het Hoogovenstoernooi.
Hij schreef diverse schaakboeken, onder andere Der Weg zur Meisterschaft 1980, alsook een boek over Michail Tal in diens glorietijd. Grote bekendheid kreeg Bouwmeester met zijn reeks populaire schaakleerboeken in de Prismareeks.
Bouwmeester is tevens internationaal grootmeester correspondentieschaak (GMc) en zette in 1969 het kampioenschap van de Nederlandse Bond van Correspondentieschakers op zijn naam. Hij was drager van de Euwe-ring.

## Externe koppelingen
- (en)   Informatie over schaakpartijen van Hans Bouwmeester op ChessGames.com